# Петровка (Симферопольский район)
Петро́вка (до 1948 года Ве́рхний Джаба́ч; укр. Петрівка, крымскотат. Cabaç, Джабач) — село в Симферопольском районе Республики Крым. Входит в состав Николаевского сельского поселения (согласно административно-территориальному делению Украины — Николаевского поселкового совета Автономной Республики Крым).

## Население
| 2001 | 2014 |
| ---- | ---- |
| 78   | ↘72  |

Всеукраинская перепись 2001 года показала следующее распределение по носителям языка
| Язык             | Процент |
| ---------------- | ------- |
| русский          | 56,41   |
| крымскотатарский | 34,62   |
| украинский       | 7,69    |

### Динамика численности
| - 1805 год — 138 чел. - 1864 год — 52 чел. - 1892 год — 70 чел. - 1926 год — 85 чел. - 1939 год — 199 чел. | - 1989 год — 75 чел. - 2001 год — 78 чел. - 2009 год — 79 чел. - 2014 год — 72 чел. |

## Современное состояние
В Петровке 1 улица — Зелёная, площадь, занимаемая селом, 24,8 гектара, население, по данным сельсовета на 2009 год, 79 человек.

## География
Село расположено на западе района, в степной зоне Крыма, в овраге Кермечиль-джилга, высота над уровнем моря 86 м. Расстояние до Симферополя — примерно 36 километров (по шоссе), там же ближайшая железнодорожная станция. Соседние сёла: Колодезное — в 3,5 км восточнее, Александровка в 2 км юго-западнее и Ключевое — 3 километров к западу. Транспортное сообщение осуществляется по региональной автодороге 35Н-536 Тепловка — Колодезное (по украинской классификации С-0-11341).

## История
Первое документальное упоминание села встречается в Камеральном Описании Крыма… 1784 года, судя по которому, в последний период Крымского ханства Джебач входил в Бахчисарайский кадылык Бахчисарайского каймаканства. После присоединения Крыма к России (8) 19 апреля 1783 года, (8) 19 февраля 1784 года, именным указом Екатерины II сенату, на территории бывшего Крымского Ханства была образована Таврическая область и деревня была приписана к Симферопольскому уезду. После Павловских реформ, с 1796 по 1802 год, входила в Акмечетский уезд Новороссийской губернии. По новому административному делению, после создания 8 (20) октября 1802 года Таврической губернии, Джабач был включён в состав Актачинскои волости Симферопольского уезда.
По Ведомости о всех селениях в Симферопольском уезде состоящих с показанием в которой волости сколько числом дворов и душ… от 9 октября 1805 года, в деревне Джабач числилось 23 двора, 129 крымских татар и 9 цыган. На военно-топографической карте генерал-майора Мухина 1817 года обозначен Джабаш с 25 дворами. После реформы волостного деления 1829 года Джабач отнесли к Сарабузской волости, на карте 1842 года в Джабаче обозначено 36 дворов.
После земской реформы Александра II 1860-х годов деревня осталась в составе преобразованной Сарабузской волости.
В «Списке населённых мест Таврической губернии по сведениям 1864 года», составленном по результатам VIII ревизии 1864 года, Джабач — владельческая татарско-русская деревня с 7 дворами и 52 жителями при колодцах (на трёхверстовой карте 1865—1876 года в деревне Джабач 8 дворов). Сокращение населения, видимо, было вызвано эмиграцией крымских татар в Османскую империю, и в «Памятной книге Таврической губернии 1889 года», по результатам Х ревизии 1887 года, Джабач уже не записан. Место бывшей деревни заселили немецкие колонисты.

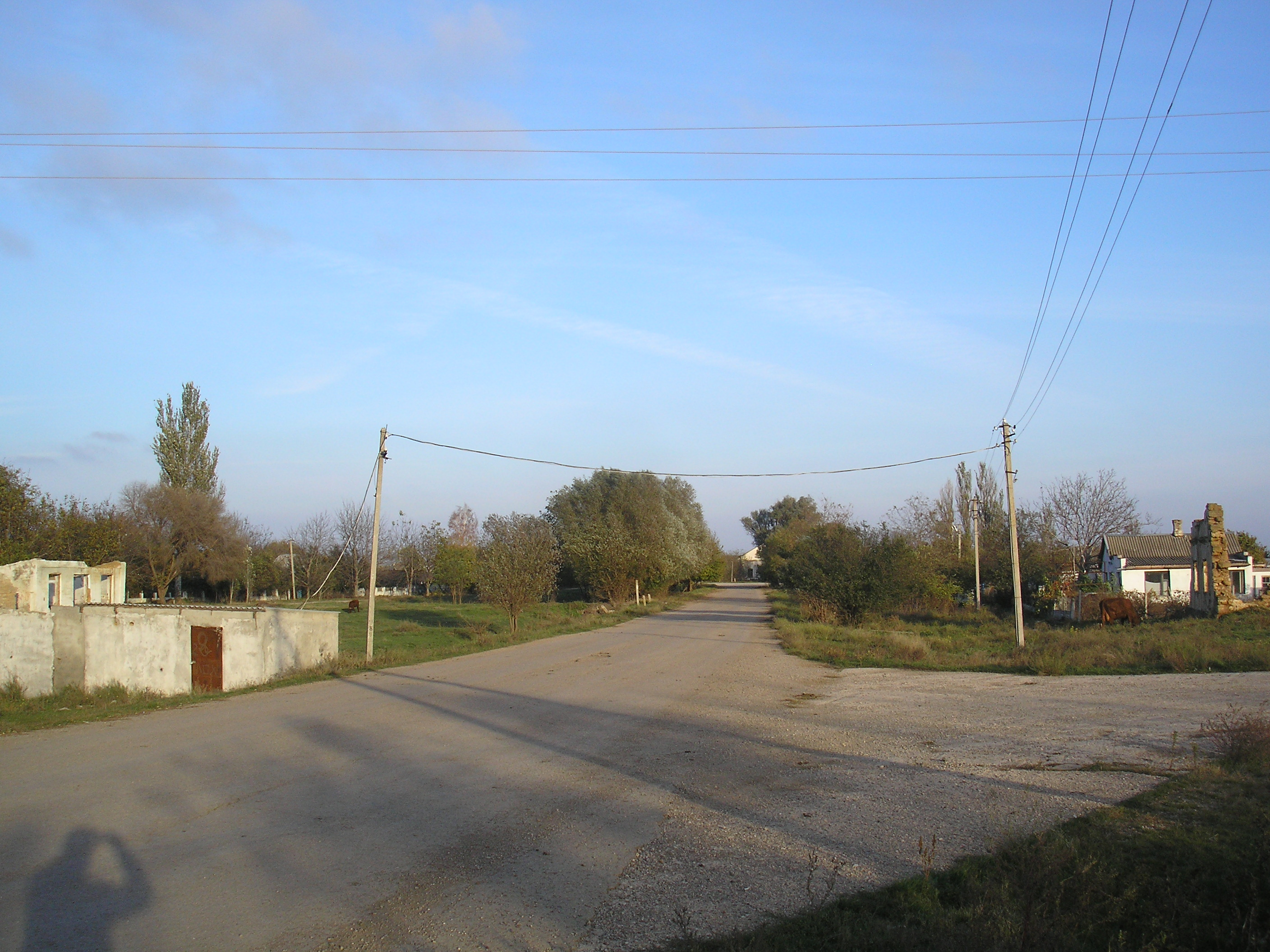

4 июня 1871 года были высочайше утверждены Правила об устройстве поселян-собственников (бывших колонистов)…, согласно которым образовывалась немецкая Кронентальская (Булганакская) волость, но официально она фиксировалась в документах только после земской реформы 1890 года и Джабач включили в её состав. По «…Памятной книжке Таврической губернии на 1892 год» в деревне Джабач, входившей Эскендерское сельское общество, числилось 70 жителей в 19 домохозяйствах. На подробной карте 1892 года Джабач обозначен, как господский двор. По Статистическому справочнику Таврической губернии. Ч.II-я. Статистический очерк, выпуск шестой Симферопольский уезд, 1915 год, в имении «Джабач и Ток-Саба» (Шнейдеров М. И. и С. И.) Булганакской волости Симферопольского уезда числилось 2 двора без жителей. Согласно списку 1915 года «…русских подданных из австрийских, венгерских или германских выходцев» землевладельцев, опубликованном в газете «Таврические губернские ведомости» в апреле 1915 года, при деревне Джабаш значатся Шнейдер Матвей Иванович и наследники Станислава Ивановича Шнейдера, владевшие 968 десятинами пахотной и 4 десятинами усадебной земли.
После установления в Крыму Советской власти, по постановлению Крымревкома от 8 января 1921 года была упразднена волостная система и село включили в состав вновь созданного Подгородне-Петровского района Симферопольского уезда, а в 1922 году уезды получили название округов. 11 октября 1923 года, согласно постановлению ВЦИК, в административное деление Крымской АССР были внесены изменения, в результате которых был ликвидирован Подгородне-Петровский район и образован Симферопольский и село включили в его состав. Согласно Списку населённых пунктов Крымской АССР по Всесоюзной переписи 17 декабря 1926 года, в селе Джабач, Булганакского сельсовета Симферопольского района, числилось 16 дворов, все крестьянские, население составляло 85 человек, из них 79 немцев, 5 русских, 1 украинец (профессор Музафаров в «Крымскотатарской энциклопедии» приводит другие цифры — 187 человек, из которых 125 украинцев и 61 русский). Постановлением Президиума КрымЦИКа «Об образовании новой административной территориальной сети Крымской АССР» от 26 января 1935 года был создан Сакский район и село включили в его состав. По данным всесоюзной переписи населения 1939 года в селе проживало 199 человек.
Вскоре после начала Великой Отечественной войны, 18 августа 1941 года крымские немцы были выселены, сначала в Ставропольский край, а затем в Сибирь и северный Казахстан. После освобождения Крыма от фашистов в апреле, 12 августа 1944 года было принято постановление № ГОКО-6372с «О переселении колхозников в районы Крыма» и в сентябре 1944 года в район приехали первые новосёлы (214 семей) из Винницкой области, а в начале 1950-х годов последовала вторая волна переселенцев из различных областей Украины. С 25 июня 1946 года Джабач в составе Крымской области РСФСР.
Указом Президиума Верховного Совета РСФСР от 18 мая 1948 года, Джабач (в указе — Верхний Джабач) переименовали в Петровку. 26 апреля 1954 года Крымская область была передана из состава РСФСР в состав УССР. Время включения в состав Николаевского сельсовета пока не установлено: на 15 июня 1960 года село уже числилось в его составе.
Указом Президиума Верховного Совета УССР «Об укрупнении сельских районов Крымской области», от 30 декабря 1962 года Петровку присоединили к Евпаторийскому району, а 1 января 1965 года, указом Президиума ВС УССР «О внесении изменений в административное районирование УССР — по Крымской области», включили в состав Симферопольского. По данным переписи 1989 года в селе проживало 75 человек. С 12 февраля 1991 года село в восстановленной Крымской АССР, 26 февраля 1992 года переименованной в Автономную Республику Крым. С 21 марта 2014 года в составе Крыма аннексирована Россией.